# Susan Look Avery
Susan Look Avery (Conway, 27 de octubre de 1817-Wyoming, 1 de febrero de 1915), fue escritora, sufragista, pacifista y partidaria del movimiento por la Templanza, así como del impuesto único. Fue la anfitriona de Lucy Stone y su marido Henry Blackwell cuando vinieron a Louisville, Kentucky para la reunión de la Asociación Americana del Sufragio Femenino —la primera convención de sufragio en el Sur — en 1881. En 1890 fundó el Woman's Club de Louisville, y en honor a su aniversario, el club de sufragio de Wyoming (Nueva York), se bautizó con su nombre.

## Primeros años
La mayor de seis hijos de Samuel y Polly Lommis Look, Susan Howes Look nació el 27 de octubre de 1817 en Conway (Massachusetts). Se mudó con su familia al oeste de Nueva York donde creció en un entorno rural y entre los muchos que fueron impactados por el Segundo Gran Despertar en el «Distrito Quemado». Se matriculó en el Seminario Femenino de Utica a los diecisiete años y después de graduarse se quedó a enseñar allí. En 1843 viajó al pueblo de Wyoming, con su hermana Julia, que había sido contratada para enseñar en la Academia Middlebury. De camino a casa, visitó a unos amigos en Aurora y allí conoció a Benjamin F. Avery, un industrial.
Benjamin y Susan se casaron el 27 de abril de 1844. Al año siguiente, compraron una residencia de verano - Hillside - en Wyoming que compartieron con la hermana de Susan, Julia y su marido, Albert Capwell, un abogado de Brooklyn, Nueva York.
El 25 de diciembre de 1847, la familia Avery se trasladó a Louisville, Kentucky para poner en marcha una fábrica de arados y fundición agrícola. En 1868, con la fundación de una nueva empresa B.F. Avery and Sons, los Avery se convirtieron en una de las familias más ricas de Louisville. Durante la Guerra de Secesión, los edificios de la fábrica de arados Avery se convirtieron en un hospital para los soldados de la Unión y Look Avery llevaba a los moribundos a su propio hogar para que recibieran cuidados paliativos. Eran Unionistas francos y la tradición familiar es que fueron los primeros en Louisville en enarbolar la bandera estadounidense a pesar de las amenazas de los Caballeros del Círculo Dorado.  Durante dos años, durante la guerra de Secesión, recorrió Europa. En 1873 los Avery se mudaron a una mansión en la Cuarta Avenida en Broadway, la zona residencial más elegante de la ciudad. Allí, en 1885, murió Benjamin Avery.

## Actividades políticas y reformas sociales

### Sufragio femenino
Susan Look Avery recibió a Lucy Stone y Henry Blackwell de la Asociación Americana del Sufragio Femenino cuando estuvieron en Louisville para la convención nacional en 1881. Cuando la Asociación de Igualdad de Derechos de Louisville comenzó en 1889, ella fue un importante miembro fundador. Look también acogió a muchos reformistas en su residencia de verano, Hillside, que una vez fue un balneario en Wyoming, Nueva York. Según su familia, en sus últimos años, invitó y acogió a notables como Susan B. Anthony, la reverenda Anna Howard Shaw, Charlotte Perkins Gilman, y Booker T. Washington.

### Templanza
Look Avery era una gran partidaria de la Templanza. Ella escribió:

Agradezcamos también a Dios y tengamos valor, que las mujeres, a través de las cuales debe llegar la sanidad... están pensando y hablando sobre el tema: la prevención del vicio, el crimen y la pena como nunca antes; con una seriedad nacida de la convicción de la responsabilidad y el ferviente deseo de cumplirla.

### Club de Mujeres de Louisville
En 1890 se celebró la primera reunión del Club de Mujeres de Louisville en la biblioteca de su casa en Louisville. Ella junto con su hija Helen, Patty B. Semple y Andrew Cowan habían elaborado la lista de mujeres a invitar, y treinta y nueve mujeres aceptaron. Look Avery no estuvo presente en este evento, pero envió el siguiente mensaje desde Chicago, donde se alojaba con su hija, Lydia Avery Cooley: «Señoras, han sido invitadas hoy aquí por un gran propósito. He sentido durante mucho tiempo que las mujeres no deben sentarse a hablar de lo que se debe hacer por el bienestar de nuestro país, sino que deben reunirse y hacer algo al respecto». Ella estuvo como segunda vicepresidenta durante un año.
En 1891 se convirtió en miembro fundador del Club de Igualdad Política de Varsovia. Y un año después de que ella ayudó a iniciar otro club de igualdad de derechos en el pueblo de Wyoming, cambiaron su nombre por el de Susan Look Avery Club en 1901 en honor a su 83 cumpleaños. El club continúa (2020), como un club social para mujeres.
En septiembre de 1900, recibió a todos los oficiales de la Asociación Nacional de Sufragio de la Mujer Americana después de su reunión de negocios en Rochester (Nueva York). También sirvió durante muchos años como vicepresidenta honoraria de la Federación General de Clubes de Mujeres (GFWC). Su fuerte defensa de la admisión de los clubes de mujeres afroamericanas a la GFWC fue en vano.

### Pacifismo
Se pronunció en contra de la Guerra hispano-estadounidense y el tratamiento imperialista de Filipinas por la administración Mckinley.

Desde que me llegó la primera sugerencia de la igualdad política de hombres y mujeres, hace muchos años. he sido una ardiente mujer sufragista. Un sabio estadista ha dicho. "El primer deseo de toda mente cultivada es participar en la gran obra del gobierno. Cuando pienso en las condiciones actuales, no únicamente en Sudáfrica y Filipinas, sino en nuestra propia tierra nominalmente cristiana, me horroriza la apatía e indiferencia de las mujeres inteligentes y en cierto modo reflexivas. Si pudieran ser despertadas a sus posibilidades, oportunidades y deberes. Si pudieran darse cuenta del hecho de que son la mitad del pueblo, que son ciudadanos y que "el derecho de los ciudadanos a votar no será limitado". Estoy segura de que la administración del mundo mejoraría.

### Impuesto único, libre comercio y plata
Look Avery era una defensora de las monedas de plata y partidaria de William Jennings Bryan. Fue invitada de honor en la Segunda Conferencia Anual de Impuestos Únicos en Chicago en 1911 y habló en la cena del Fondo Fels para elogiar su postura sobre la «línea de color». Ella dijo:

Nunca podremos ser prósperos y bendecidos como nación hasta que seamos justos con el hombre de color. Tenemos muchos problemas de profundo interés por resolver, a los que no podemos dirigirnos demasiado pronto o demasiado seriamente. No únicamente el impuesto único sobre el valor de la tierra, sino el sufragio femenino, el libre comercio en todo el mundo, y estoy muy deseosa de que el comercio honesto realice el trabajo misionero cristiano del mundo. En la actualidad estamos a un gran costo de vida y económico enviando misioneros a gente que es mejor que nosotros —y que estaría justificado enviar misioneros a nosotros—. Por ejemplo, los filipinos y los chinos, que cumplen con su idea de los preceptos de la Regla de Oro y el Sermón de la Montaña mejor que nosotros.

## Obras
- Response to Florence Kelly, "Household Labor," Figaro (7 de mayo de 1892)
- "Politics, A Moral Science"
- "Greedy England," Harper's Weekly (junio de 1897)
- Op ed, Wyoming Reporter (10 de diciembre de 1898)